# Унэгэтэйское сельское поселение
Се́льское поселе́ние «Унэгэтэйское» (бур. Yнэгэтэйн hомон) — муниципальное образование в Заиграевском районе Бурятии Российской Федерации.
Административный центр — село Унэгэтэй.

## История
Статус и границы сельского поселения установлены Законом Республики Бурятия от 31 декабря 2004 года № 985-III «Об установлении границ, образовании и наделении статусом муниципальных образований в Республике Бурятия»

## Население
| 2002  | 2011  | 2012  | 2013  | 2014  | 2015  | 2016  |
| ----- | ----- | ----- | ----- | ----- | ----- | ----- |
| 2856  | ↘2070 | ↘2041 | ↘1991 | ↘1959 | ↘1932 | ↘1912 |
| 2017  | 2018  | 2019  | 2020  | 2021  | 2023  | 2024  |
| ↘1901 | ↘1892 | ↘1854 | ↘1822 | ↗1873 | ↘1833 | ↘1793 |

## Состав сельского поселения
| № | Населённый пункт | Тип населённого пункта       | Население |
| - | ---------------- | ---------------------------- | --------- |
| 1 | Ангир            | улус                         | ↘158      |
| 2 | Красный Яр       | село                         | ↗30       |
| 3 | Унэгэтэй         | село, административный центр | ↘1896     |